# Giovanni Pulvirenti
Giovanni Pulvirenti (Aci Sant'Antonio, 23 novembre 1871 – Aci Sant'Antonio, 11 settembre 1933) è stato un vescovo cattolico italiano.

## Biografia
Il 27 novembre 1911 papa Pio X lo ha nominato vescovo di Anglona-Tursi; ha ricevuto la consacrazione episcopale il successivo 17 dicembre da Giovanni Battista Arista, vescovo di Acireale, coconsacranti Angelo Paino, vescovo Lipari, ed Emilio Ferrais, vescovo ausiliare di Catania.
Il 19 agosto 1922 papa Pio XI lo ha trasferito alla diocesi di Cefalù che ha retto fino alla morte avvenuta l'11 settembre 1933.

## Genealogia episcopale
La genealogia episcopale è:
- Cardinale Scipione Rebiba
- Cardinale Giulio Antonio Santori
- Cardinale Girolamo Bernerio, O.P.
- Arcivescovo Galeazzo Sanvitale
- Cardinale Ludovico Ludovisi
- Cardinale Luigi Caetani
- Cardinale Ulderico Carpegna
- Cardinale Paluzzo Paluzzi Altieri degli Albertoni
- Papa Benedetto XIII
- Papa Benedetto XIV
- Papa Clemente XIII
- Cardinale Enrico Benedetto Stuart
- Papa Leone XII
- Cardinale Chiarissimo Falconieri Mellini
- Cardinale Camillo Di Pietro
- Vescovo Gerlando Maria Genuardi
- Vescovo Giovanni Battista Arista, C.O.
- Vescovo Giovanni Pulvirenti